# Займовский, Александр Семёнович
Алекса́ндр Семёнович Займо́вский (1905—1990) — советский учёный-металловед. Член-корреспондент АН СССР (1958). Лауреат Ленинской (1962) и четырёх Сталинских премий (1946, 1949, 1951, 1953). Член ВКП(б) с 1945 года.

## Биография
А. С. Займовский родился 26 сентября (9 октября) 1905 года в Одессе. Сын С. Г. Займовского. По окончании в 1928 году МГА преподавал там, затем в МИС имени И. В. Сталина, МГУ имени М. В. Ломоносова (1928—1941). В 1928—1943 годах работал в ВЭИ. Основные труды посвящены вопросам металловедения, созданию новых сплавов с особыми физическими свойствами, технологии их изготовления и обработки. Его работы способствовали производству в СССР новых магнитных и проводниковых сплавов, что позволило организовать выпуск электрических приборов, аппаратов и машин с постоянными магнитами, обладающих высокими эксплуатационными качествами. Ряд исследований выполнен по проводниковой и трансформаторной стали, электротехническому железу, пермаллою и порошковым магнитодиэлектрикам.
В конце 1948 года был включён в бригаду НИИ-9 (современный ВНИИНМ), откомандированную на завод химического комбината «Маяк» для производства оружейного плутония.
Общее руководство проекта осуществляли директор завода З. П. Лысенко и главный инженер базы 10 Е. П. Славский.
За научные разработки отвечал коллектив сотрудников коллектив опытно-промышленного производства, которым руководили академики А. А. Бочвар, И. И. Черняев, доктора наук А. Н. Вольский, А. С. Займовский, А. Д. Гельман и В. Д. Никольский.
За выполнение специального задания в 1949 году был награждён Сталинской премией 1-й степени.
А. С. Займовский умер 29 ноября 1990 года. Похоронен в Москве на Донском кладбище.

## Награды и премии
- Ленинская премия (1962)
- Сталинская премия 3-й степени (1946) — за разработку новых сплавов для промышленных магнитов, нашедших широкое промышленное применение
- Сталинская премия 1-й степени (1949) — за участие в атомном проекте
- Сталинская премия 2-й степени (1951)
- Сталинская премия 2-й степени (1953)
- Два ордена Ленина (в том числе 29.10.1949)
- Орден Трудового Красного Знамени
- Орден «Знак Почёта»